# Gwiazda (znak typograficzny)
Gwiazda – w typografii glif przedstawiający gwiazdę. Istnieje wiele znaków z różną liczbą ramion.

## Czteropromienne
| Nazwa              | Znak | Kod    |
| ------------------ | ---- | ------ |
| czarna             | ✦    | U+2726 |
| biała              | ✧    | U+2727 |
| błyszcząca (emoji) | ✨   | U+2728 |

## Pięciopromienne
| Nazwa                                           | Znak | Kodpoint |
| ----------------------------------------------- | ---- | -------- |
| arabska (pięcio-, sześcio- albo ośmiopromienna) | ٭    | U+066D   |
| arabska (pięcio-, sześcio- albo ośmiopromienna) | ٭    | U+066D   |
| ze znakiem równości                             | ≛    | U+225B   |
| operator gwiazdkowy                             | ⋆    | U+22C6   |
| funkcyjna APL z obwódką                         | ⍟    | U+235F   |
| funkcyjna APL z dierezą                         | ⍣    | U+2363   |
| czarna                                          | ★    | U+2605   |
| biała                                           | ☆    | U+2606   |
| z półksiężycem                                  | ☪    | U+262A   |
| kontur                                          | ⚝    | U+269D   |
| pogrubiony kontur                               | ✩    | U+2729   |
| biała wpisana w czarne koło                     | ✪    | U+272A   |
| z białym środkiem                               | ✫    | U+272B   |
| biała z czarnym środkiem                        | ✬    | U+272C   |
| czarna z obwódką                                | ✭    | U+272D   |
| czarna z pogrubioną obwódką                     | ✮    | U+272E   |
| biało-czarna                                    | ✯    | U+272F   |
| biała z cieniem                                 | ✰    | U+2730   |
| biała w czarnej                                 | ⭐   | U+2B50   |
| mała                                            | ⭑    | U+2B51   |
| mała biała                                      | ⭒    | U+2B52   |
| rozjarzona                                      | 🌟   | U+1F31F  |
| spadająca                                       | 🌠   | U+1F320  |

## Sześciopromienne
| Nazwa               | Znak | Kodpoint |
| ------------------- | ---- | -------- |
| gwiazda Dawida      | ✡    | U+2721   |
| czarna              | ✶    | U+2736   |
| asterysk słowiański | ꙳    | U+A673   |
| z kropką w środku   | 🔯   | U+1F52F  |

## Siedmiopromienna
- Commonwealth Star

## Ośmiopromienne
| Nazwa                           | Znak | Kodpoint |
| ------------------------------- | ---- | -------- |
| kwiat                           | ⁕    | U+2055   |
| czarna                          | ✴    | U+2734   |
| biało-czarna                    | ✵    | U+2735   |
| prostoliniowa                   | ✷    | U+2737   |
| wytłuszczona prostoliniowa      | ✸    | U+2738   |
| Niebieskie Niebo i Białe Słońce | ❂    | U+2742   |

## Dwunastopromienna
| Nazwa  | Znak | Kodpoint |
| ------ | ---- | -------- |
| czarna | ✹    | U+2739   |